# Златне девојке
Златне девојке је амерички ситком који је креирала Сузан Харис који се емитовао на НБЦ-у од 14. септембра 1985. до 9. маја 1992. са укупно 180 полусатних епизода, које обухватају седам сезона. Са глумачком поставом у којој играју Би Артур, Бети Вајт, Ру Мекланахан и Естел Гети, емисија говори о четири старије жене које деле дом у Мајамију на Флориди. Пол Јунгер Вит, Тони Томас и Харис били су оригинални извршни продуценти.